# باسط عبد الخالد
باسيط عبد القادر خالد (مواليد 10 أغسطس 1996) هو لاعب كرة قدم غاني محترف يلعب في مركز مهاجم مع نادي ماكيدونيا جي بي في مقدونيا الشمالية.

## المسيرة

### بريشتينا

#### موسم 2015–16
في مارس 2016، انضم خالد إلى بريشتينا في الدوري الممتاز لكرة القدم في كوسوفو بعقد حتى يونيو 2018. سجل هدفين في 10 مباريات، وأنهى الفريق الموسم في المركز الثامن.

#### موسم 2016–17
سجل 13 هدفًا في 35 مباراة دوري، وكان هداف الفريق. كما أحرز أول هاتريك في مسيرته في 5 أبريل 2017 ضد دريتا (3–1). كما سجل هدفين في نهائي كأس كوسوفو أمام دريتا، ليحقق اللقب.

#### موسم 2017–18
تأهل بريشتينا إلى الدوري الأوروبي 2017–18 لمواجهة إف كيه نورشوبينغ السويدي. لعب خالد المباراتين لكن الفريق خرج بالخسارة 6–0 في المجموع. في أكتوبر 2017 أجرى جراحة في الغضروف الهلالي، وعاد في يناير التالي.

### تيوتا دوريس
في أغسطس 2019، انضم إلى نادي تيوتا دوريس الألباني.

### الترجي الرياضي التونسي
انضم خالد إلى الترجي الرياضي التونسي في 25 يناير 2021 بعقد لمدة عامين ونصف، لكن العقد فُسخ بالتراضي في 29 يوليو 2021.

### شريف تيراسبول
في 17 سبتمبر 2021، وقع مع شريف تيراسبول في الدوري المولدوفي الممتاز.

## الإنجازات
مع بريشتينا
- كأس كوسوفو: 2017–18
- كأس السوبر الكوسوفي: 2016

مع الترجي الرياضي التونسي
- الرابطة التونسية المحترفة الأولى: 2020–21

## وصلات خارجية
- باسط عبد الخالد  على سكروي